# 岩手県道40号宮古岩泉線
岩手県道40号宮古岩泉線（いわてけんどう40ごう みやこいわいずみせん）は、岩手県宮古市から下閉伊郡岩泉町に至る県道（主要地方道）である。

## 概要
宮古と岩泉を最短距離で結ぶ道路だが、幅員狭小・急勾配・急カーブ区間が多数存在する。

### 路線データ
- 実延長：50,513.6m
- 起点：宮古市上鼻二丁目（国道106号交点・JR山田線 千徳駅東側）
- 終点：下閉伊郡岩泉町乙茂字上（乙茂橋北T字路・国道455号交点）

## 歴史
- 1976年（昭和51年）10月1日 - 県道に認定される。
- 1993年（平成5年）5月11日 - 建設省から主要地方道宮古岩泉線の指定を受ける[1]。

## 地理

### 通過する自治体
- 宮古市
- 下閉伊郡岩泉町

### 交差する道路
- 国道106号（宮古市上鼻二丁目）
- 岩手県道138号宮古停車場線（宮古市末広町）
- 岩手県道177号有芸田老線（岩泉町下有芸字千足）
- 国道455号（岩泉町乙茂字上）